# Manuel Flurin Hendry
Manuel Flurin Hendry (* 1973 in Zürich) ist ein Schweizer Filmregisseur und Drehbuchautor.

## Leben und Wirken
Hendry studierte Filmregie an der Deutschen Film- und Fernsehakademie Berlin (dffb) und an der National Film and Television School (NFTS) in London. 
Von 1998 bis 2003 arbeitete er als Editor für Werbung und Fernsehen. Seit 2004 ist er als Dozent für Szenische Regie an der Zürcher Hochschule der Künste und an der Deutschen Film- und Fernsehakademie Berlin tätig. 
Manuel Flurin Hendry lebt in Berlin.

## Filmografie als Regisseur (Auswahl)
- 2003: Strähl
- 2004: Im Namen des Gesetzes (3 Folgen)
- 2006: Tatort – Liebe am Nachmittag
- 2007: Tatort – Satisfaktion
- 2009: Tatort – Neuland
- 2009: Killerjagd
- 2011: SOKO Köln (3 Folgen)
- 2012: SOKO Donau (3 Folgen)
- 2013: SOKO Donau (4 Folgen)
- 2015: Tatort – Schutzlos
- 2017: Papa Moll

## Auszeichnungen
- 2004: Studio Hamburg Nachwuchspreis in der Kategorie Beste Regie für Strähl
- 2004: FilmKunstFest Schwerin: NDR-Regiepreis für Strähl